# اچ‌ام‌اس نورث‌آمبرلند (۱۷۹۸)
اچ‌ام‌اس نورث‌آمبرلند (۱۷۹۸) (به انگلیسی: HMS Northumberland (1798)) یک کشتی بود که طول آن ۱۸۲ فوت (۵۵ متر) بود. این کشتی در سال ۱۷۹۸ ساخته شد.